# Пумпернікель

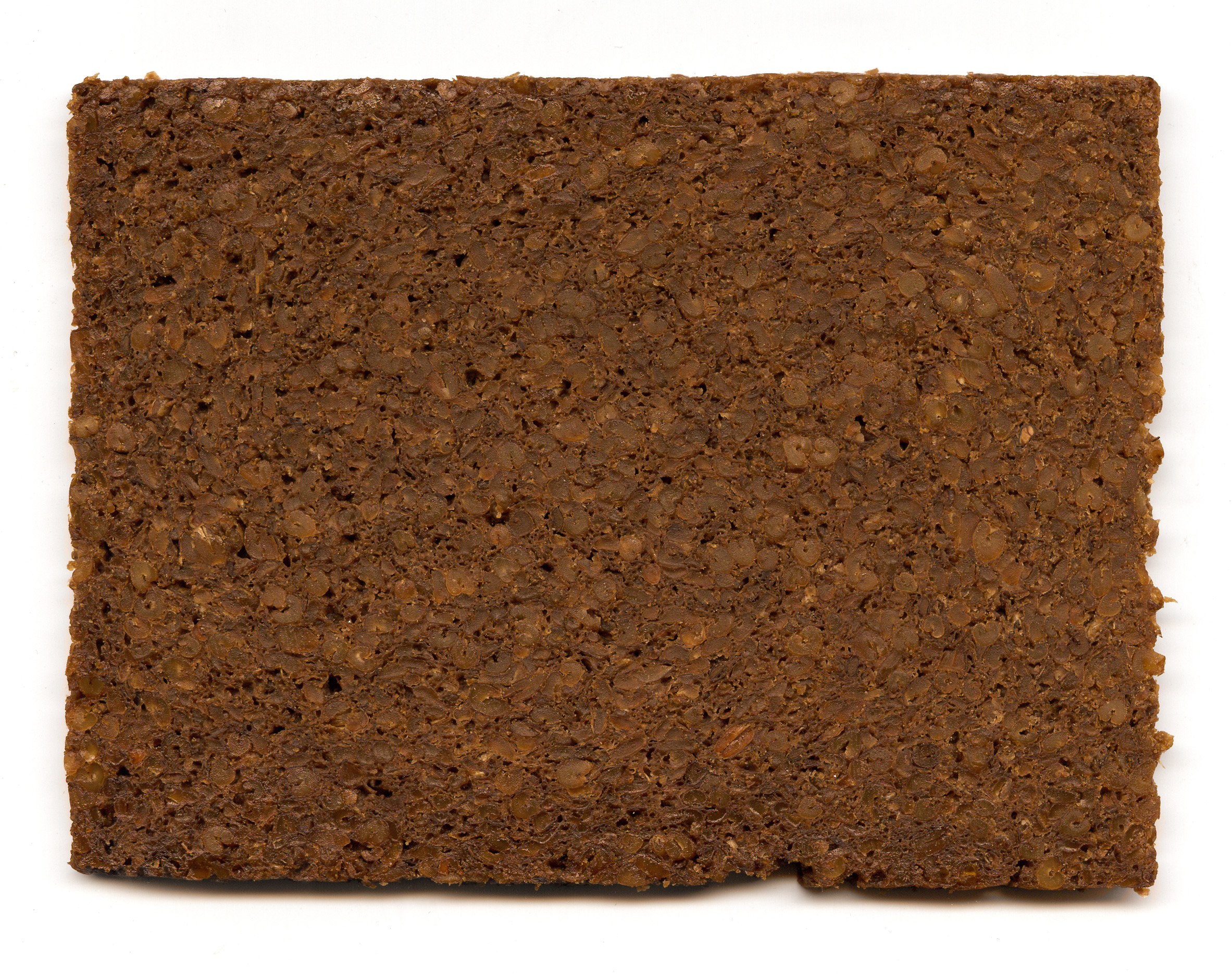
Пумпернікель

Пумпернікель (нім. Pumpernickel) — сорт хліба в Німеччині.

## Загальні відомості
Пумпернікель є хлібом, виготовляється з житнього борошна грубого помелу з включеннями частин неперемеленого зерна (Фолькорнброт). Пумпернікель характерний для вестфальської кухні. Хліб сорту Пумпернікель позитивно впливає на травний процес і як засіб проти закрепів використовувався в Німеччині ще в пізньому Середньовіччі.

## Історія
Найстаріша з працюючих донині пекарень, де виготовляють Пумпернікель, знаходиться в східно-вестфальському місті Зост і була відкрита в 1570 році майстром Йоргеном Хаверлантом. Вона до сих пір належить нащадкам Хаверланта.
Походження назви «Пумпернікель» тлумачиться по-різному. Деякі німецькі дослідники вважають, назва спочатку означала на діалекті «пукаючий Миколай» і пов'язане з прискоренням травної функції шлунка, за сприяння даного продукту. Відомий німецький історик Гансфердінанд Деблер, з іншого боку, пише про те, що під час «відьомських процесів», що відбувалися в Гессені в XVI–XVII століттях, слово «Пумпернікель» означало «диявол». Проте вже в XVII столітті німецький письменник Гріммельсгаузен у своєму романі «Сімпліціссімус» згадує «Пумпернікель» як вид чорного житнього хліба.

## Приготування
Пумпернікель виготовляється з грубо перемеленого житнього борошна і цілих зерен жита. Цілі зерна спочатку замочують протягом ночі в гарячій воді. Тісто в закритій формі випікають при температурі в 200 °C і потім «томиться» при поступовому зниженні температури аж до 100 °C, від 16 до 24 годин. Такий тривалий, «традиційний» процес незручний при щоденному випіканні та продажу хліба, особливо враховуючи наявність недільних і святкових днів. Тому був розроблений спрощений метод, що триває від 12 до 16 годин. При цьому прискореному приготуванні в тісто додають закваску та/або дріжджі. Для надання хлібові потрібного темного відтінку додається також сироп (концентрований сік) цукрових буряків.
Хліб сорту «Пумпернікель» може зберігатися виключно довго. Запечатаний — декілька місяців, в жерстяних банках — до 2 років.